# Oniscopsis robinsoni
Oniscopsis robinsoni är en kräftdjursart som beskrevs av Chapp. och Delam. -deb. 1956. Oniscopsis robinsoni ingår i släktet Oniscopsis och familjen Paramesochridae. Inga underarter finns listade i Catalogue of Life.